# 咬鬼
咬鬼，是《聊齋誌異》的一篇故事，寫葉某投宿入住鬧鬼的房间,深夜將群鬼懾服,令其無不跪地求饒。剧情里女鬼壓在某翁腹上,「以喙嗅翁面,顴鼻額殆遍。（用嘴巴鼻子闻了老翁整张脸）觉喙冷如冰，气寒透骨。（觉得女鬼的嘴巴冷的像冰冷到骨头里）剧情里后来老翁咬了鬼，但是鬼血腥臭异常，好几天臭味都没消失。另外西北地区的汉族在除夕全家共吃煮熟的猪头,也称“咬鬼”,以防恶鬼勾魂。

## 原文
沈麟生云：其友某翁者，夏月昼寝，蒙眬间，见一女子搴帘入，以白布裹首，缞服麻裙，向内室去。疑邻妇访内人者；又转念，何遽以凶服入人家？正自皇惑，女子已出。细审之，年可三十余，颜色黄肿，眉目蹙蹙然，神情可畏。又逡巡不去，渐逼卧榻。遂伪睡以观其变。无何，女子摄衣登床，压腹上，觉如百钧重。心虽了了，而举其手，手如缚；举其足，足如痿也。急欲号救，而苦不能声。女子以喙嗅翁面，颧鼻眉额殆遍。觉喙冷如冰，气寒透骨。翁窘急中，思得计，待嗅至颐颊，当即因而啮之。未几，果及颐。翁乘势力龁其颧，齿没于肉。女负痛身离，且挣且啼。翁龁益力。但觉血液交颐，湿流枕畔。相持正苦，庭外忽闻夫人声，急呼有鬼，一缓颊而女子已飘忽遁去。夫人奔入，无所见，笑其魇梦之诬。翁述其异，且言有血证焉。相与检视，如屋漏之水，流枕浃席。伏而嗅之，腥臭异常。翁乃大吐。过数日，口中尚有余臭云。
1. ↑  祁連休. . 秀威资讯科技公司. 2012年: 52. ISBN 9789862218952.
2. ↑  張國風. . 如是文化. 2021年12月4日. ISBN 9789865506612.
3. ↑  刘星. . 九州出版社. 2018年9月. ISBN 9787510874901.
4. ↑  程章燦. . Airiti Press Incorporated. 2014年: 7. ISBN 9789865663124.
5. ↑  王月霞. . 海乾坤文化公司. 2017年5月30日.
6. ↑  蒲松齡. . 廣智書局. 1960年.